# Lińsk
Lińsk (niem. Linsk) – wieś borowiacka w Polsce położona w województwie kujawsko-pomorskim, w powiecie tucholskim, w gminie Śliwice, na obszarze leśnym Borów Tucholskich.
| SIMC    | Nazwa           | Rodzaj  |
| ------- | --------------- | ------- |
| 0097436 | Białe Błota     | osada   |
| 0993171 | Mała Główka     | osada   |
| 0996436 | Mała Rosochatka | kolonia |
| 0097442 | Wądoły          | osada   |

W 1943 administracja niemiecka wprowadziła dla miejscowości nazwę Lins. W latach 1954–1961 wieś należała i była siedzibą władz gromady Lińsk, po jej zniesieniu w gromadzie Śliwice. W latach 1975–1998 miejscowość administracyjnie należała do województwa bydgoskiego. Według Narodowego Spisu Powszechnego (III 2011 r.) liczyła 569 mieszkańców. Jest drugą co do wielkości miejscowością gminy Śliwice.

## Historia wsi
Od 5 listopada 1906 r. do końca tego miesiąca w miejscowej szkole elementarnej odbył się strajk dzieci przeciwko nauczaniu religii w języku niemieckim. W strajku wzięły udział następujące dzieci: S. Banach, A. Gwizdała, E., A. Kamiński, J. Kozłowski, T. Łytkowska, A., M. Kłos, O. Paweł, J. Pstrąg, S. Rybak, L. Skwiercz, F. Słomiński, A., J., T. Suwalscy, P. Wyka, E., M., S. Zarembowie. Strajk był elementem znacznie większej akcji biernego oporu wobec pruskich władz szkolnych, która na przełomie 1906 i 1907 r. objęła ponad 460 (!) szkół w prowincji Prusy Zachodnie, czyli przedrozbiorowe Pomorze Gdańskie, Powiśle, ziemię chełmińską i ziemię lubawską oraz część Krajny. Inspiracją dla strajków pomorskich były wcześniejsze działania dzieci w prowincji wielkopolskiej, ze słynnym strajkiem we Wrześni (1901) na czele.